# Florian Zeyfang
Florian Zeyfang (* 1965 in Stuttgart) ist ein deutscher Konzeptkünstler und Filmemacher.

## Biografie
Zeyfang studierte von 1987 bis 1993 an der Universität der Künste in Berlin und von 1997 bis 1998 am Whitney Independent Study Program in New York. 1991 bis 1996 war er Mitglied im Berliner Kollektiv Botschaft e.V. 1996 erhielt er den Bremer Förderpreis für Bildende Kunst. Von 2006 bis 2015 war er Professor für Bewegtbild an der Academy of Fine Arts der Universität Umeå, Umeå in Schweden. Seit 2015 ist er Professor an Det Jyske Kunstakademi in Aarhus, Dänemark. Zeyfang ist Mitglied im Deutschen Künstlerbund. Er lebt in Berlin.

## Ausstellungen
- 2016: Y - and half a year later there was a lot of concrete, Lumiar Cité, Lissabon (m. Schmidt-Colinet/Schmoeger)[2]
- 2012: Steine / Stones, Künstlerhaus Stuttgart[3]
- 2009: Slow Narration Moving Still, Bildmuseet Umeå, Umeå
- 2008: Pabellón Cuba, A Gentil Carioca, Rio de Janeiro (m. Schmidt-Colinet/Schmoeger)

## Publikationen
- Florian Zeyfang: Slow Narration Moving Still, Hrsg. Pierre/Zeyfang, Sternberg Press Berlin 2014.
- Poor Man's Expression, Hrsg. Ebner/Zeyfang, Sternberg Press Berlin 2010.
- Pabellon Cuba: 4D – 4Dimensions, 4Decades, Hrsg. Schmidt-Colinet / Schmoeger / Figueroa / Zeyfang, b_books, Berlin 2008.
- 1,2,3… Avant-Gardes/Art between Experiment and Archive, Hrsg. Ronduda/Zeyfang, Sternberg Press Berlin 2007.
- Florian Zeyfang: Fokussy, Revolver Verlag, Frankfurt 2004.
- I said I Love. That is the Promise. Die TVideopolitik von Jean-Luc Godard, Hrsg. James/Zeyfang, b_books, Berlin 2003.